# Санкање
Санкање је начин прелажења стрмих залеђених или снежних површина коришћењем санки у сврху рекреације или забаве. Санкање је уједно и зимски спорт у којем је циљ прећи задану залеђену стазу на прописаним санкама у што краћем времену. При вожњи санки санкаш или више њих седе (или у случају такмичарског спорта леже на леђима) на санкама положајем ногама према напред. Постоји варијанта санкања у којем санкаш лежи потрбушке на санкама главом напред у смеру вожње; та се варијанта санкања назива скелетон. Од боба се санкање разликује по томе што санке немају аеродинамични оклоп, већ се састоје само од лежишта и саоница.
Данас се практикује више дисциплина тог спорта: појединачно и у пару, и то за жене и мушкарце (иако се жене ретко такмиче у пару). Правила такмичења су једноставна: такмичар на краткој залетној стази убрза санке гурајући их рукама у седећем положају, легне на леђа те затим управља тежином тела те притиском ногама на леву или десну саоницу у смеру вожње. Санкање је стандардни спорт на Зимским олимпијским играма од 1964. када је први пут уведен у програм Игара.
Лугери могу да достигну брзину од преко 140 km/h (87 mph) и најбржи су од три „клизна“ спорта. Аустријанац Мануел Пфистер је достигао максималну брзину од 154 km/h (96 mph) на стази у Вислеру, Канада, пре Зимских олимпијских игара 2010.  Лугери се такмиче уз хронометар у једном од најпрецизнијих спортова на свету - до хиљадитог дела секунде на вештачким стазама.
Прва забележена употреба термина „luge“ датира из 1905. године и потиче из савојског/швајцарског дијалекта француске речи luge, што значи „мале санке“.

## Историја
Веома практична употреба саоница је древна и широко распрострањена. Прве забележене трке санкања одржане су у Норвешкој током 15. века.
Санкарски спорт, попут Скелетона и боба, настао је у лечилишном граду Санкт Мориц, у Швајцарској, средином до краја 19. века, кроз подухвате хотелског предузетника Каспара Бадрута. Бадрут је успешно продао идеју зимовања, као и собе са храном, пићем и активностима. Његови авантуристичнији енглески гости почели су да прилагођавају санке које је користила послуга за рекреацију, што је довело до судара са пешацима док су јурили низ уличице и уличице у селу.
Први организовани митинг овог спорта одржан је 1883. године у Швајцарској. Године 1913. основана је Internationale Schlittensportverband или Међународна федерација за санке у Дрездену у Немачкој. Ово тело је управљало спортом до 1935. године, када је инкорпорирано у Међународну федерацију боба и санкања (FIBT). Након што је одлучено да санке замене скелетон на Олимпијским играма. Прво Светско првенство у том спорту одржано је 1955. године у Ослу (Норвешка). Године 1957, основана је Међународна федерација санкања (FIL). Санкарски догађаји су први пут укључени у Зимске олимпијске игре 1964. године.
Американци су били спори у усвајању спорта санкања. Прва стаза за санкање у Северној Америци изграђена је у Лоло Хот Спрингсу, Монтана, 1965. године. Иако су се Сједињене Државе такмичиле у свим олимпијским санкама од 1964. до 1976. године, тек 1979. године је основано Удружење за санкање Сједињених Држава. Прва вештачка америчка стаза је завршена те године за употребу на XIII Зимским олимпијским играма 1980. у Лејк Плесиду у Њујорку. Од тада се програм санкања Сједињених Држава знатно побољшао. Друга вештачка стаза изграђена је у близини Парк Ситија, Јута, за XIX Зимске олимпијске игре 2002. у Солт Лејк Ситију.
Кејтлин Неш и Натали Корлес, обе из Канаде, постале су први женски тим који се такмичио у трци дублова Светског купа за сениоре у санкању 2019. године.

## Вештачке стазе
Вештачке стазе за санкање имају посебно дизајниране и конструисане нагнуте кривине плус узидане равни. Већина стаза је вештачки расхлађена, али постоје и вештачке стазе без вештачког хлађења (на пример, у Ст. Морицу). Траке су обично веома глатке.
Спортисти возе у равном, аеродинамичном положају на санкама, држећи своје главе ниско како би минимизирали отпор ваздуха. Они управљају саоницама углавном својим листовима тако што врше притисак на тркаче - десни лист да скрене лево, леви лист да скрене десно. Потребна је прецизна мешавина промене телесне тежине, притиска на листове и котрљања рамена. Ту су и ручке за мања подешавања. Успешан лугер одржава потпуну концентрацију и опуштеност на санкама док путује великом брзином. Најбржа времена су резултат праћења савршене „линије” низ стазу. Свака мала грешка, као што је четкање о зид, кошта времена. Важни су и услови на стази. Мекши лед има тенденцију умањења брзине, док тврђи лед има тенденцију да води ка бржим временима. Лугери се тркају брзином од 120 до 145 km/h око великих кривина док доживљавају центрипетално убрзање до 5g. Мушки синглови имају своје стартне локације близу места где такмичари у бобу и скелетону стартују на већини стаза, док и такмичење у паровима и женском појединачном имају стартну кућу која се налази даље низ стазу. Вештачка стаза санкања је најбржи и најагилнији спорт санкања.

## Природна стаза за санке
Природне стазе су прилагођене постојећим планинским путевима и стазама. Вештачки нагнуте криве нису дозвољене. Површина стазе треба да буде хоризонтална. Оне су природно залеђене. Стазе могу постати грубе од кочења и управљања. Спортисти користе узде за управљање, испруже руке и користе ноге да би се возили око уских углова. Кочење је често потребно испред кривина и постиже се употребом шиљака уграђених на дну ципела. Стазе имају нагиб не већи од 15%.
Већина стаза се налази у Аустрији и Италији, а остале у Немачкој, Пољској, Русији, Словенији, Швајцарској, Хрватској, Лихтенштајну, Француској, Турској, Шведској, Норвешкој, Румунији, Словачкој, Новом Зеланду, Канади и Сједињеним Државама.
Санкашки клуб Горњег полуострва у Негауниу, Мичиген, једина је природна стаза за санкање у Сједињеним Државама. Стаза дуга преко 800 метара (пола миље) има 10 пуних кривина дуж вертикалног пада од 88 m (289 ft).